# Искорость
Искорость (укр. Іскорость) — село на Украине, основано в 1890 году, находится в Коростенской городской общине Житомирской области.
Код КОАТУУ — 1822386603. Население по переписи 2001 года составляет 282 человека. Почтовый индекс — 11509. Телефонный код — 4142. Занимает площадь 1,192 км².